# Замок Карлайл
Замок Карлайл (англ. Carlisle Castle) — замок XII века в Карлайле, графство Камбрия, недалеко от руин Вала Адриана. История замка насчитывает более 900 лет. Учитывая близость Карлайла к границе между Англией и Шотландией, замок был центром многочисленных сражений. Во время восстания якобитов 1745—1776 годов Карлайл стал последней английской крепостью, подвергшейся осаде. Памятник архитектуры категории I, внесён в список памятников древности.
В наши дни замок находится под управлением комиссии «Английское наследие» и открыт для посещения. Штаб-квартира полка герцога Ланкастерского, в замке расположен музей истории полка.

## История

### Строительство
Изначальный замок Карлайл был построен во время правления Вильгельма II, сына Вильгельма Завоевателя, вторгшегося в Англию в 1066 году. В то время Камберленд (первоначальное название северной и западной Камбрии) всё ещё считался частью Шотландии. Вильгельм II приказал построить замок в нормандском стиле по типу мотт и бейли на месте старого римского форта Luguvalium, датируемого дендрохронологией 72 годом. Строительство замка началось в 1093 году. Замок в Карлайле был необходим для защиты северной границы Англии от угрозы шотландского вторжения. В 1122 году король Генрих I приказал перестроить замок в камне. Так были возведены крепость и городские стены. Существующий донжон датируется где-то между 1122 и 1135 годами.

### Средние века
Изгнание шотландцев из Камберленда привело ко множеству попыток вернуть земли. В результате замок Карлайл вместе с поселением много раз переходил из рук в руки в течение следующих 700 лет. Первая попытка была предпринята уже во время беспокойного правления Стефана Блуаского.
26 марта 1296 года Джон Комин, также известный как «Рыжий Комин», повёл шотландское войско через Солуэй и атаковал Карлайл. Тогдашний констебль замка — Роберт де Брюс, граф Каррик — отразил нападение и вынудил Комина отступить через Аннандейл к аббатству Суитхарт.
С середины XIII века и до унии королевств Англии и Шотландии в 1603 году замок Карлайл был важнейшим центром контроля над Шотландскими марками.

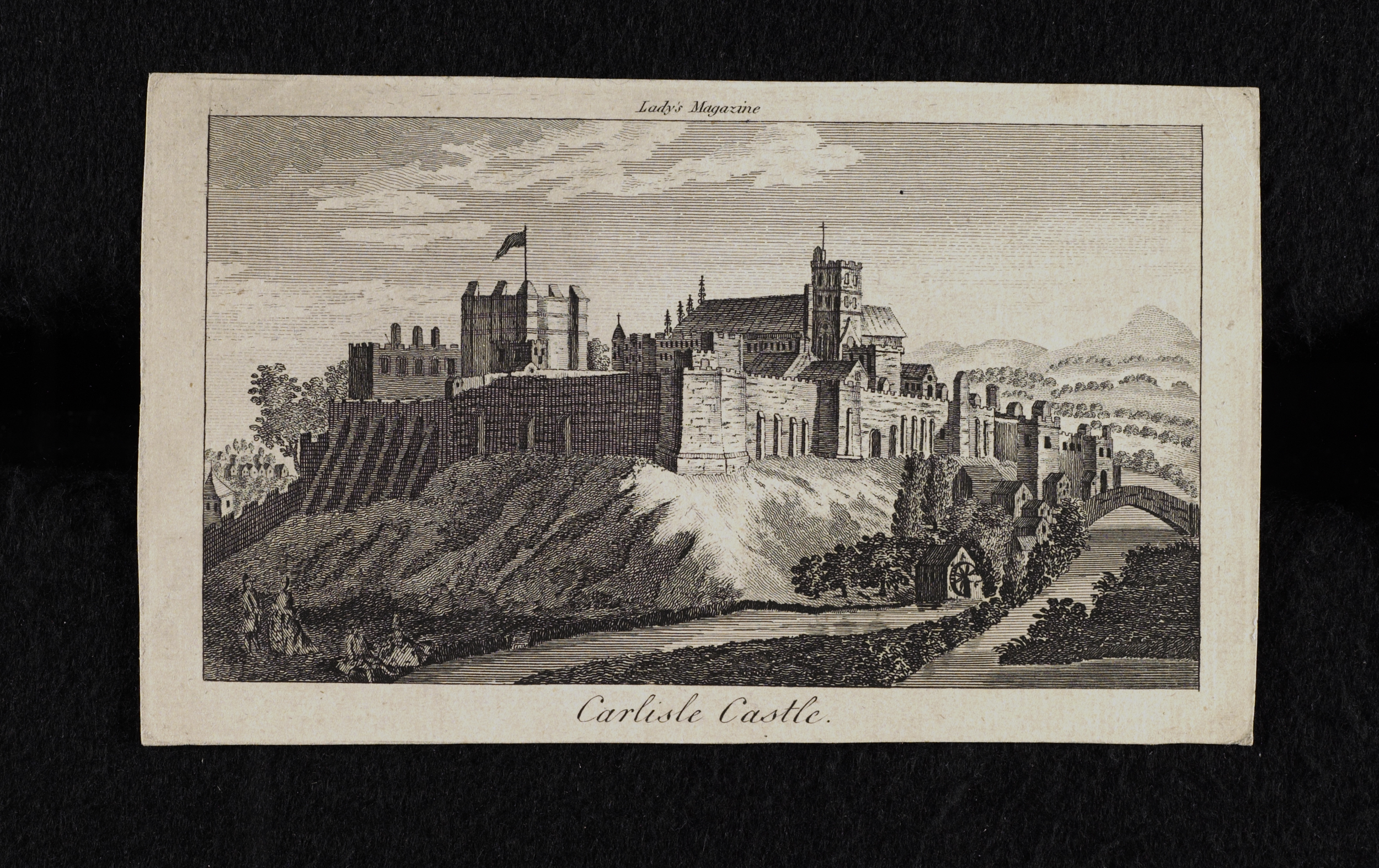
Гравюра середины XVIII века

### XVI—XVIII века
Генрих VIII снабдил замок артиллерийскими орудиями, наняв инженера Стефана фон Хашенперга. В 1567 году Мария, королева Шотландии, несколько месяцев находилась в заключении в Сторожевой башне замка. Во время Английской революции в 1644 году замок восемь месяцев осаждали парламентские войска.
Наиболее важные битвы за Карлайл произошли во время восстания якобитов в 1745 году против Георга II. Войска принца Карла Эдуарда Стюарта двинулись на юг из Шотландии в Англию, достигнув Дерби. Город Карлайл с замком были захвачены и укреплены якобитами. Тем не менее, вскоре они были вытеснены на север силами Уильяма Августа, герцога Камберлендского, сына Георга II. Карлайл был отбит, а якобиты заключены в тюрьму и казнены. Эта битва ознаменовала конец военного значения замка, поскольку границу между Англией и Шотландией больше не надо было защищать.
После 1746 года на состояние замка стали обращать всё меньше внимания, хотя всё-таки проводили мелкие ремонтные работы, например ремонт подъёмного моста в 1783 году.

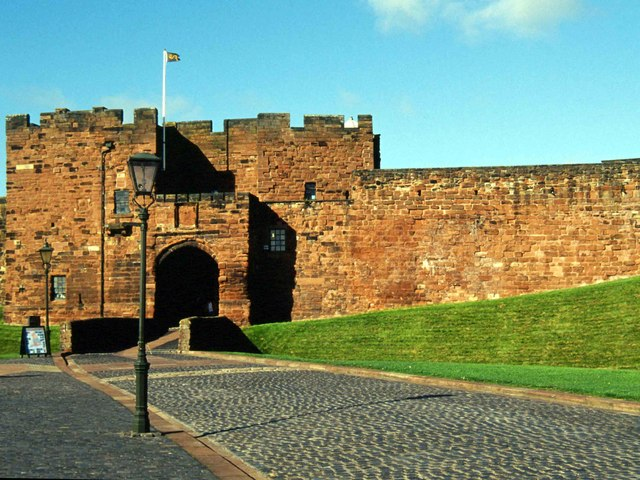
Ворота замка

### Военная база
В XIX веке некоторые части замка были разобраны на строительный материал. В 1851 году в казармах стоял 33-й пехотный полк герцога Веллингтона; позже они заняли весь замок. В 1873 году в соответствии с реформами Кардуэлла была учреждена рекрутская система по округам, и замок стал базой для 34-го Камберлендского и 55-го Уэстморлендского пехотных полков. В ходе реформ Чайлдерса в 1881 году 34-й и 55-й полки объединились в Пограничный полк с базой в замке. Замок оставался базой Пограничного полка до 1959 года, когда он объединился с Королевским Ланкастерским полком, сформировав Королевский пограничный полк. Армейский резерв по-прежнему использует часть замка.